# كارول ناكامورا
 آنا كارولينا سواريس ناكامورا (بالبرتغالية: Carol Nakamura‏) (من مواليد 9 مايو 1983، في ريو دي جانيرو) والمعروفة أكثر باسم كارول ناكامورا، هي راقصة برازيلية وممثلة وشخصية تلفزيونية. ، من أصل ياباني، واجهت بعض السخرية والبلطجة في شبابها بسبب تراثها الآسيوي.

## روابط خارجية
- كارول ناكامورا على موقع IMDb (الإنجليزية)
- كارول ناكامورا على موقع قاعدة بيانات الفيلم (الإنجليزية)

- كارول ناكامورا في قاعدة بيانات الأفلام على الإنترنت